# Wahaya
Wahaya es una práctica  mediante la cual niñas y mujeres son compradas como esposas no oficiales y se las llama quintas esposas, por lo cual no tienen ninguno de los derechos jurídicos que tienen las esposas legales, ya que el máximo de esposas permitidas por el Islam es cuatro. Una wahaya es una mujer esclava comprada por un varón. Es una práctica común en Níger y Nigeria. Es una forma moderna de esclavitud ya que estas niñas y mujeres son utilizadas para  la gratificación sexual y el trabajo doméstico y rural.

## Características
A pesar de que la esclavitud ha sido convertida en delito en 2003, wahaya es una forma de esclavitud sexual y laboral que se sigue manteniendo en Níger.
Para 2022, según las cifras del Índice Global de Esclavitud, se calculaba que unas 130.000 personas eran esclavas en Níger.
Para el Islam,  el máximo de esposas permitidas es cuatro, por eso esta práctica se llama también "la quinta esposa". 
Wahaya son niñas y mujeres compradas y explotadas como propiedad por líderes religiosos o dignatarios políticos ricos para ser  utilizadas como mano de obra gratuita y para la satisfacción sexual de sus amos, quienes  las agreden a voluntad cuando no están con sus legítimas esposas. 
Una mujer no puede comprar una wahaya porque la explotación sexual está implícita en el término. Una wahaya suele ser adquirida a través de la venta por parte de su amo o ama una vez que llega  a la pubertad, alrededor de los 12 años. Una vez vendida, la wahaya debe mudarse con la familia de su amo y trabajar para él y sus esposas sin recibir remuneración alguna. 
En la región de Tahoua se ha convertido en un signo de riqueza entre dignatarios, comerciantes y grandes agricultores y ganaderos.
Como el Islam prohíbe tener más de cuatro esposas y prohíbe tener esclavas, un hombre musulmán puede tener hasta cuatro esposas legales y luego adquirir cualquier número de "quintas esposas". Es una manera de eludir la ley islámica.